# Cercidospora cladoniicola
Cercidospora cladoniicola är en lavart som beskrevs av Alstrup 1997. Cercidospora cladoniicola ingår i släktet Cercidospora, klassen Dothideomycetes, divisionen sporsäcksvampar och riket svampar.   Inga underarter finns listade i Catalogue of Life.